# Hodina „W“
Hodina „W“ (polsky Godzina „W”) je kryptonym dne a hodiny vypuknutí Akce Bouře ve Varšavě (tedy Varšavského povstání), tj. 17:00 hod. v úterý 1. srpna 1944.

## Pojmenování
Písmeno W v názvu kryptonymu odkazuje na slova Walka (boj), Wybuch (vypuknutí) nebo Wystąpienie (vystoupení).

## Pozadí
Rozkaz k zahájení Akce Bouře 1. srpna v 17.00 vydal velitel Zemské armády Tadeusz „Bór“ Komorowski dne 31. července okolo 17.45 hod.